# Airtime
Airtime es un software para la emisión y programación de radio por internet. Desarrollado por Sourcefabric en Python, PHP y JavaScript; Creado en 2011 y liberado bajo GNU General Public License.

## Premios
- En septiembre de 2011, Airtime fue nominado como uno de los cinco finalistas en el Packt Open Source Awards 2011 en la categoría Multimedia.

- En 2012, Airtime ganó los Premios Guardian por la Innovación Digital en la categoría Mejor Uso de la Tecnología para el Cambio Social.

- West Africa Democracy Radio ganó un premio Knight-Batten por las innovaciones en el periodismo en julio de 2011, con Airtime citado como parte de la plataforma.